# Торфове болото

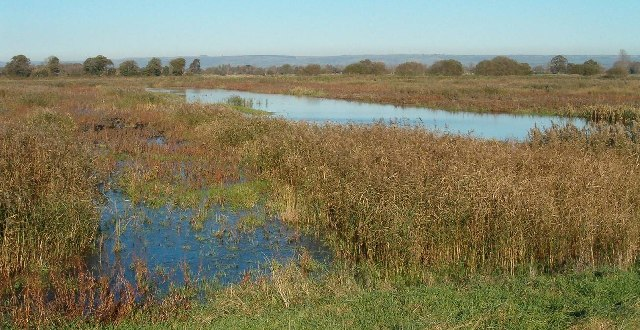
Торфове болото

Торфо́ве боло́то, або торфо́вище — болото з шаром торфу завтовшки не менше ніж 20-30 см, яке поросло торфотвірною рослинністю. Болота вважають торфовими, коли внаслідок процесу торфонакопичення коренева система основної маси рослин розташовується в шарі торфу, що відклався і не досягає підстилаючого мінерального ґрунту. Загальна площа боліт у світі приблизно становить 3,5 млн км², з них близько 50 % — торфові з глибиною торфу більше ніж 0,5 м. 
Найбільші території, зайняті торфовищами, зосереджені в Білорусі, Канаді, Фінляндії, США, Росії. 
В Україні торфовища займають понад 1 200 тис. га з запасами повітряно-сухого торфу більш як 3 млрд тонн. Найбільше боліт в Україні на Поліссі (900 тис. га), менше — в Лісостепу (близько 300 тис. га), ще менше — в Степу і гірських районах.